# Zuid-Afrika op de Olympische Jeugdwinterspelen 2012
Zuid-Afrika was een van de landen die deelnam aan de Olympische Jeugdwinterspelen 2012 in Innsbruck, Oostenrijk.

## Deelnemers en resultaten
(m) = mannen, (v) = vrouwen 

### Alpineskiën
| Olympiër      | Onderdeel           | Resultaat | Prestatie                           |
| ------------- | ------------------- | --------- | ----------------------------------- |
| Sive Speelman | super g (m)         | 41e       | 1.18,31 (+13,86)                    |
| Sive Speelman | supercombinatie (m) | 33e       | 2.16,32 (+35,87) (1.18,22, 58,10)   |
| Sive Speelman | reuzenslalom (m)    | 35e       | 2.12,21 (+20,51) (1.08,96, 1.03,25) |
| Sive Speelman | slalom (m)          | 32e       | 1.45,17 (+26.81) (53,13, 52,04)     |